# Księga śmiechu i zapomnienia
Księga śmiechu i zapomnienia (cz. Kniha smíchu a zapomnění) – powieść autorstwa Milana Kundery, opublikowana po raz pierwszy w 1979 roku (pierwsze polskie wydanie: 1984, tłum. - Andrzej Jagodziński).
Powieść podzielona jest na 6 ksiąg, z których każda opowiada oddzielną historię czeskich obywateli po Praskiej Wiośnie 1968 r. 
Część pierwsza. Stracone listy.
Cała część pierwsza podzielona jest na podrozdziały, które w naprzemienny sposób opowiadają o wydarzeniach z życia bohatera oraz o wydarzeniach historycznych z Czechosłowacji ówczesnego czasu. W tych drugich partiach narrator zawiera swoje przemyślenia dotyczące historii.
Opowiada historię Mirka – jakiegoś działacza politycznego, który twierdzi, iż „walka człowieka z władzą jest walką pamięci z zapomnieniem” i sporządza notatki z każdego spotkania, nawet z własnymi przyjaciółmi. Pewnego dnia postanawia jednak ukryć gdzieś kompromitujące go materiały i kontaktuje się ze Zdeną – swoją była kochanką sprzed 25 lat. Mirek jest obserwowany przez pracowników służby bezpieczeństwa. 
Mirek spotyka się ze Zdeną – chce zabrać jej listy, które w czasach młodości do niej pisywał. Nie chce, aby ktokolwiek miał materiały dotyczące jego słabości, za jaką uważa miłość do Zdeny. Kobieta kategorycznie jednak odmawia oddania listów, traktując je jak jakąś relikwię. 
W czasie, gdy Mirek był na spotkaniu ze Zdeną w jego mieszkaniu trwało przeszukanie. Milicja skonfiskowała wszelkie listy przyjaciół Mirka, dokumenty dotyczące pierwszych dni okupacji rosyjskiej, teksty analizujące sytuację polityczną, notatki ze spotkań oraz trochę książek. 
Mirek zostaje aresztowany wraz z synem. Obciążają go znalezione w mieszkaniu materiały. „Mirka skazano na sześć lat, jego syna na dwa, a około dziesięciu jego przyjaciół otrzymało kary między rokiem a sześcioma latami więzienia”. 